# Strohaniwka (Kachowka)
Strohaniwka (ukrainisch Строганівка; russisch Строгановка Stroganowka) ist ein Dorf im Süden der ukrainischen Oblast Cherson mit etwa 1400 Einwohnern.
Das 1820 mit dem Namen Dschajpa (Джайпа) gegründete Dorf befindet sich am Sywasch-Ufer 31 km südöstlich vom ehemaligen Rajonzentrum Tschaplynka und etwa 150 km südöstlich der Oblasthauptstadt Cherson.
Am 8. September 2016 wurde das Dorf ein Teil der neugegründeten Landgemeinde Prysywasch, bis dahin bildete es die gleichnamige Landratsgemeinde Strohaniwka (Строганівська сільська рада/Strohaniwska silska rada) im Süden des Rajons Tschaplynka.
Seit dem 17. Juli 2020 ist sie ein Teil des Rajons Kachowka.